# Organisiertes Handelssystem
Organisiertes Handelssystem (englisch Organised Trading Facility, OTF) ist ein Rechtsbegriff aus dem Börsenrecht, der ein von einem Wertpapierdienstleistungsunternehmen, einer Wertpapierfirma oder einem Marktbetreiber geführtes Handelssystem beschreibt, das den Kauf oder Verkauf von bestimmten Finanzinstrumenten innerhalb des Systems so zusammenführt, dass zwischen den Marktteilnehmern ein Vertrag zustande kommt.

## Allgemeines
In hochgradig organisierten elektronischen Märkten stellt der Marktbetreiber die Infrastruktur bereit, die für das Entstehen eines elektronischen Marktes erforderlich ist; hierzu errichtet und betreibt er selbst eine IT-Infrastruktur oder beauftragt Dritte mit deren Betrieb. Der multilaterale Handel von Finanzinstrumenten findet statt durch den regulierten Markt, multilaterale Handelssysteme und organisierte Handelssysteme. Organisierte Handelssysteme beruhen auf Art. 18 MiFID II und gehören gemäß § 2 Abs. 22 WpHG wie der organisierte Markt und das multilaterale Handelssystem zu den Handelsplätzen. Im Gegensatz zu den Börsen und multilateralen Handelssystemen haben organisierte Handelssysteme keine Handelsteilnehmer, sondern Kunden (Art. 20 Abs. 1 MiFID II).
Die Zusammenführung sich deckender Kundenaufträge (englisch Matched Principal Trading) ist gemäß § 2 Abs. 29 WpHG ein Geschäft, bei dem 
- zwischen Käufer und Verkäufer ein Vermittler zwischengeschaltet ist, der während der gesamten Ausführung des Geschäfts zu keiner Zeit einem Marktrisiko ausgesetzt ist,
- Kauf- und Verkaufsgeschäfte gleichzeitig ausgeführt werden und
- das zu Börsenkursen abgeschlossen wird, durch die der Vermittler – abgesehen von einer vorab offengelegten Provision, Gebühr oder sonstigen Vergütung – weder Gewinn noch Verlust macht.

## Rechtsfragen
Gemäß § 2 Abs. 8 Nr. 9 WpHG ist das organisierte Handelssystem der Betrieb eines multilateralen Systems, bei dem es sich nicht um einen organisierten Markt oder ein multilaterales Handelssystem handelt und das die Interessen einer Vielzahl Dritter am Kauf und Verkauf von Schuldverschreibungen, strukturierten Finanzprodukten, Emissionszertifikaten oder Derivaten innerhalb des Systems auf eine Weise zusammenführt, die zu einem Vertrag über den Kauf dieser Finanzinstrumente führt. Durch diese Ausschlussdefinition gibt es organisierte Handelssysteme lediglich außerhalb organisierter Märkte und multilateraler Handelssysteme für ausgewählte Finanzinstrumente, so dass Aktien und andere Eigenkapitalinstrumente nicht einem organisierten Handelssystem angehören können (Art. 4 Abs. 1 Nr. 23 MiFID II).
Nach § 48b Abs. 1 BörsG bedarf der Betrieb eines organisierten Handelssystems an einer Börse der schriftlichen Erlaubnis der Börsenaufsichtsbehörde. Der Börsenträger als Betreiber eines organisierten Handelssystems hat geeignete Vorkehrungen zu treffen, durch welche die Ausführung von Kundenaufträgen in dem organisierten Handelssystem unter Einsatz des eigenen Kapitals des Betreibers oder eines Mitglieds derselben Unternehmensgruppe verhindert wird (§ 48b Abs. 2 BörsG). Die Börsenaufsichtsbehörde kann von dem Börsenträger als Betreiber eines organisierten Handelssystems jederzeit, insbesondere bei Antrag auf Zulassung des Betriebs, eine ausführliche Erklärung darüber verlangen, warum das organisierte Handelssystem keinem regulierten Markt, multilateralen Handelssystem oder systematischen Internalisierer entspricht und nicht in dieser Form betrieben werden kann.
Der Handel für eigene Rechnung (Eigenhandel) ist einem Betreiber eines organisierten Handelssystems gemäß § 75 Abs. 3 WpHG nur gestattet, soweit es sich nicht um die Zusammenführung sich deckender Kundenaufträge im Sinne von § 2 Abs. 29 WpHG handelt und nur in Bezug auf öffentliche Schuldtitel, für die kein liquider Markt besteht, möglich.

## Anwendung
Zu den organisierten Handelssystemen gehören die Crossing networks der Großbanken. Den organisierten Handelssystemen ist es nicht gestattet, Wertpapierorders gegen das eigene Orderbuch ausführen (außer im Handel mit Staatsanleihen). Dagegen ist die Orderausführung auf diskretionärer Grundlage erlaubt, sofern dabei die Vorhandelstransparenzanforderungen eingehalten werden und die Ausführung nicht gegen die Interessen der Kunden erfolgt.